# Едріан (Вісконсин)
Едріан (англ. Adrian) — місто (англ. town) в США, в окрузі Монро штату Вісконсин. Населення — 733 особи (2020).

## Демографія
Згідно з переписом 2010 року, у місті мешкали 762 особи в 286 домогосподарствах у складі 224 родин. Було 303 помешкання
Расовий склад населення:
| - 97,8 % — білих - 0,5 % — чорних або афроамериканців - 0,1 % — азіатів |

До двох чи більше рас належало 1,3 %. Частка іспаномовних становила 2,6 % від усіх жителів.
За віковим діапазоном населення розподілялося таким чином: 23,2 % — особи молодші 18 років, 68,9 % — особи у віці 18—64 років, 7,9 % — особи у віці 65 років та старші. Медіана віку мешканця становила 43,5 року. На 100 осіб жіночої статі у місті припадало 117,7 чоловіків;  на 100 жінок у віці від 18 років та старших — 114,3 чоловіків також старших 18 років.
Середній дохід на одне домашнє господарство  становив 88 838 доларів США (медіана — 71 094), а середній дохід на одну сім'ю — 101 548 доларів (медіана — 87 857). Медіана доходів становила 50 500 доларів для чоловіків та 51 179 доларів для жінок. За межею бідності перебувало 4,1 % осіб, у тому числі 5,3 % дітей у віці до 18 років та 6,0 % осіб у віці 65 років та старших.
Цивільне працевлаштоване населення становило 429 осіб. Основні галузі зайнятості: освіта, охорона здоров'я та соціальна допомога — 26,3 %, виробництво — 18,9 %, фінанси, страхування та нерухомість — 12,4 %, роздрібна торгівля — 9,6 %.